# Andy Milder
Andy Milder (* 16. August 1969 in Omaha, Nebraska) ist ein US-amerikanischer Schauspieler und Synchronsprecher. Er hatte kleine Rollen in Filmen wie Apollo 13, Armageddon, Domino und Frost/Nixon. Außerdem war er gelegentlich in Serien wie Six Feet Under und Boston Legal zu sehen. Von 2005 bis 2012 spielt er in der Serie Weeds – Kleine Deals unter Nachbarn den Anwalt Dean Hodes.

## Filmografie (Auswahl)
- 1992: Eine schrecklich nette Familie (Fernsehserie, 1 Folge)
- 1995: Apollo 13
- 1996: New York Cops – NYPD Blue (NYPD Blue, Fernsehserie)
- 1997: Star Trek: Deep Space Nine (Fernsehserie, 1 Folge)
- 1998: Armageddon – Das jüngste Gericht (Armageddon)
- 2001: Star Trek: Raumschiff Voyager (Star Trek: Voyager, Fernsehserie, 1 Folge)
- 2004: Boston Legal (Fernsehserie, 1 Folge)
- 2005: Dr. House (House, Fernsehserie, 1 Folge)
- 2005: CSI: New York (Fernsehserie, 1 Folge)
- 2005: Domino
- 2005: Medium – Nichts bleibt verborgen (Medium, Fernsehserie, 1 Folge)
- 2005: Six Feet Under – Gestorben wird immer (Six Feet Under, Fernsehserie, 1 Folge)
- 2005–2012: Weeds – Kleine Deals unter Nachbarn (Weeds, Fernsehserie)
- 2006: Eine himmlische Familie (7th Heaven, Fernsehserie, 1 Folge)
- 2007: Transformers
- 2008: Frost/Nixon
- 2008: Sieben Leben (Seven Pounds)
- 2008: Private Practice (Fernsehserie, 2 Folgen)
- 2011: Bones – Die Knochenjägerin (Bones, Fernsehserie, 1 Folge)
- 2011: Criminal Minds (Fernsehserie, 1 Folge)
- 2011–2016: Austin & Ally (Fernsehserie, 7 Folgen)
- 2012: The Mentalist  (Fernsehserie, 1 Folge)
- 2015: Navy CIS (NCIS, Fernsehserie, 1 Folge)
- 2015: Rosewood (Fernsehserie, 1 Folge)
- 2015: Rizzoli & Isles (Fernsehserie, 1 Folge)
- 2015: Bones – Die Knochenjägerin (Bones, 1 Folge)
- 2015–2017: Transformers: Robots in Disguise (2015) (Stimme, 6 Folgen)
- 2017:  Lucifer (Fernsehserie, 1 Folge)
- 2018: Chicken Girls (Webserie, 6 Folgen)
- seit 2023: Spidey und seine Super-Freunde (Spidey and His Amazing Friends, Animationsserie)